# Poul Mogensen
Poul Mogensen (født 4. januar 1895 i Astrup Sogn, død 13. november 1980 i Kongens Lyngby) var en dansk rektor.

## Biografi
Poul Mogensen, der var søn af en provst, blev student fra Aarhus Katedralskole i 1912 og cand.mag. i matematik, fysik og kemi i 1920.
Han var 1920-1929 adjunkt ved Roskilde Katedralskole og efterfølgende lektor samme sted frem til 1937. Her blev han lektor ved Vestre Borgerdydskole i København. Samme år blev han rektor for Odense Katedralskole, hvor han fortsatte frem til 1945. Han var rektor ved Lyngby Statsskole fra 1945 til 1965.
Ved siden af sit virke som lektor og rektor udgav han lærebøger i matematik til brug i gymnasiet. Derudover var han medstifter af og formand for Foreningen af Matematiklærere ved Gymnasieskoler og Seminarier 1931-1937, redaktør af Matematisk Tidsskrift A 1934-1938 og medlem af opgavekommissionen for studentereksamen 1934-1945.
Han engagerede sig generelt i foreningslivet og var således stifter af og formand for Sønderjydsk Kreds for Studenter 1919-1922, medlem af bestyrelsen for Danmarks kristelige Studenterforbund 1924-1925, formand for Sønderjysk Forening for Roskilde og Omegn 1924-1929; medlem af Grænseforeningens hovedbestyrelse og forretningsudvalg 1924-1926 samt medstifter af og formand for Odense Terrænsportsforening 1940-1942.

### Privat
Han blev 12. oktober 1923 gift med Ingrid Kirsten Tang Gravesen (1904-1992) i Roskilde Domkirke. Parret fik sønnerne Ebbe Mogensen og Kristian Mogensen, der begge blev advokater samt døtrene Anna Benedicte og Birte.
Poul Mogensen var ridder af Dannebrog af 1. grad og desuden biograferet i Kraks Blå Bog.